# Radio Moscow (album)
Radio Moscow je eponymní debutové album americké kapely Radio Moscow, která hraje psychedelický rock.

## Seznam skladeb
Autorem všech skladeb je Parker Griggs, pokud není uvedeno jinak.
| Pořadí | Název                               | Délka |
| ------ | ----------------------------------- | ----- |
| 1.     | Introduction (Griggs, Dan Auerbach) | 1:19  |
| 2.     | Frustrating Sound                   | 3:54  |
| 3.     | Luckydutch                          | 4:40  |
| 4.     | Lickskillet                         | 4:55  |
| 5.     | Mistreating Queen                   | 4:32  |
| 6.     | Whatever Happened                   | 3:20  |
| 7.     | Timebomb (Griggs, Auerbach)         | 3:17  |
| 8.     | Deep Blue Sea                       | 5:39  |
| 9.     | Ordovician Fauna                    | 2:01  |
| 10.    | Fuse                                | 3:13  |

## Obsazení
Radio Moscow
- Parker Griggs – zpěv, kytara, bicí, perkuse
- Luke McDuff – baskytara

Další hudebníci
- Dan Auerbach – slide guitar („Deep Blue Sea“)